# ハービー・山口
ハービー・山口（ハービー やまぐち、1950年1月20日 - ）は、写真家、エッセイスト。
東京都大田区出身。
作家名の由来は、自身が傾倒していたジャズ・フルート奏者のハービー・マンから。

## 人物
正則高等学校を経て東京経済大学経済学部卒業後、渡英。ロンドンでデビュー前のボーイ・ジョージと共同生活するなどして、ロンドンのミュージシャン達と交流した。
中山美穂、福山雅治、大江千里、THE BOOM、THE MODS、桑田佳祐、岡村孝子、稲垣潤一、BOØWY、ASKA、エレファントカシマシ、由紀さおり、林浩司などのCDジャケットを手がける。また、布袋寅泰のアルバム、『GUITARHYTHM』で8曲の英語詞での作詞を行った。写真集、エッセイ集発表の他、ラジオDJや俳優として映画出演などの活動も行う。
2011年、日本写真協会賞作家賞受賞。

## 著作

### 単著
- 『Climb女王陛下のロンドン』講談社、1985年9月。ISBN 978-4062020336。
  - 『女王陛下のロンドン』講談社文庫、2002年5月。ISBN 4-06-273435-4。
- 『LONDON AFTER THE DREAM』流行通信、1988年1月。ISBN 4-947551-95-X。
- 『フィール・ザ・ヒーリング 彼女がいちばん輝く瞬間』彌生書房、1996年12月。ISBN 4-8415-0720-5。
- 『代官山17番地』アップリンク、1998年4月。ISBN 4-309-90196-4。
  - 『代官山17番地 新編』スペースシャワーネットワーク、2018年12月。ISBN 978-4-909087-32-4。
- 『Bridge 22 山崎まさよし×ハービー・山口』ソニー・マガジンズ、2000年4月。ISBN 4-7897-1504-3。
- 『Bridge 22 LP 山崎まさよし×ハービー・山口』ソニー・マガジンズ、2001年7月。ISBN 4-7897-1722-4。
- 『Peace』アップリンク、2003年5月。ISBN 4-309-90535-8。
- 『優しい時間 富良野にて』フジテレビ出版、2005年3月。ISBN 4-594-04895-1。
- 『日曜日の陽だまり』求龍堂、2005年3月。ISBN 4-7630-0508-1。
- 『Hope 空、青くなる』講談社、2009年6月。ISBN 978-4-06-215552-6。
- 『LONDON - chasing the dream』カラーフィールド、2009年6月。ISBN 978-4-902199-53-6。
- 『僕の虹、君の星 ときめきと切なさの21の物語』マーブルトロン、2010年8月。ISBN 978-4-12-390269-4。
- 『1970年、二十歳の憧憬』求龍堂、2010年9月。ISBN 978-4-7630-1030-8。
- 『雲の上はいつも青空』玄光社、2011年4月。ISBN 978-4-7683-0332-0。
- 『HOPE 311 陽、また昇る』講談社、2012年3月。ISBN 978-4-06-217646-0。
- 『雲の上はいつも青空 Scene2』玄光社、2014年12月。ISBN 978-4-7683-0574-4。
- TIMELESS IN LUXEMBOURG 1999-2017. SUPER LABO. (2017.1). ISBN 978-4908512209
- 『良い写真とは? 撮る人が心に刻む108のことば』スペースシャワーブックス、2017年3月。ISBN 978-4-907435-92-9。
  - 『良い写真とは? 撮る人が心に刻む108のことば』トゥーヴァージンズ、2021年6月。ISBN 978-4-910352-05-3。
- Layered. SUPER LABO. (2018.1). ISBN 978-4908512155
- The Blitz Kids. SUPER LABO. (2021.1). ISBN 978-4908512490
- 『HOPE 2020- 変わらない日常と明日への言葉』KADOKAWA、2021年9月。ISBN 978-4-04-604964-3。
- 『人を幸せにする写真 幸せになれるかもしれないと思ったあの日のこと』トゥーヴァージンズ、2022年1月。ISBN 978-4-910352-16-9。
- TOKYO EYES. SUPER LABO. (2022.1). ISBN 978-4908512568

### 写真集
- 『Date : Kikkawa Koji 1986-'87,162 days and nights』吉川晃司写真集、扶桑社、1987年3月。ISBN 4-89353-133-6。
- 『What's Minako Honda』本田美奈子写真集、スコラ、1987年10月。ISBN 4-06-174941-2。
- 『Time』Fence of Defense写真集、CBS・ソニー出版、1990年6月。ISBN 4-7897-0564-1。
- 『Leica・live・life』福山雅治写真集、ソニー・マガジンズ、1994年6月。ISBN 4-7897-0873-X。
- 『Any home』高橋克典写真集、ワニブックス、1996年3月。ISBN 4-8470-2420-6。
- 『ラブ・ウェイ』尾崎豊写真集、光栄、1998年4月。ISBN 4-87719-583-1。
- 『O.K.』大口兼悟写真集、スタジオワープ、2007年2月。ISBN 978-4-86010-216-6。
- 『和楽』青山草太写真集、スタジオワープ、2007年4月。ISBN 978-4-86010-224-1。
- 『Life』佐藤祐基写真集、スタジオワープ、2007年5月。ISBN 978-4-86010-228-9。
- 『Espresso』Takuya写真集、スタジオワープ、2007年6月。ISBN 978-4-86010-230-2。
- 『Bloom』八神蓮写真集、スタジオワープ、2007年6月。ISBN 978-4-86010-233-3。
- 『宮野真守×高木俊』SMILY☆SPIKY写真集、スタジオワープ、2007年7月。ISBN 978-4-86010-235-7。
- 『ばば～んずstyle.』馬場徹写真集、スタジオワープ、2007年7月。ISBN 978-4-86010-236-4。
- 『風の音』八神蓮写真集、スタジオワープ、2007年9月。ISBN 978-4-903451-37-4。
- 『168』大河元気写真集、スタジオワープ、2007年9月。ISBN 978-4-903451-32-9。
- 『心』兼崎健太郎写真集、スタジオワープ、2007年9月。ISBN 978-4-903451-34-3。
- 『Blue shuttle presents「新撰組異聞peace maker」メイキング』郷本直也、柄谷吾史、矢崎広写真集、スタジオワープ、2007年10月。ISBN 978-4-86010-245-6。
- 『Other cut of 168』大河元気写真集、スタジオワープ、2007年11月。ISBN 978-4-903451-38-1。
- 『心×心』兼崎健太郎写真集、スタジオワープ、2007年12月。ISBN 978-4-903451-45-9。
- 『=(Equal)』鈴木達央写真集、スタジオワープ、2008年2月。ISBN 978-4-86010-255-5。
- 『無我夢中』篠谷聖写真集、スタジオワープ、2008年3月。ISBN 978-4-903451-56-5。
- 『16ans〜REAL〜』浜尾京介写真集、スタジオワープ、2008年4月。ISBN 978-4-903451-57-2。
- 『Appearance』齋藤ヤスカ写真集、スタジオワープ、2008年4月。ISBN 978-4-903451-58-9。
- 『あの頃』大塚明夫写真集、スタジオワープ、2008年6月。ISBN 978-4-903451-61-9。
- 『Find-er』川本成写真集、スタジオワープ、2008年6月。ISBN 978-4-903451-62-6。
- 大村克巳、瀬尾浩司、Oida Hideo共撮『PORTRAIT 被写体福山雅治を捉えた写真家たち』福山雅治写真集、パルコエンタテインメント事業局、2008年7月。ISBN 978-4-89194-779-8。
- 『晴レとけ』鈴村健一写真集、スタジオワープ、2008年8月。ISBN 978-4-903451-75-6。
- 『遊休』出合正幸写真集、スタジオワープ、2008年9月。ISBN 978-4-903451-77-0。
- 『味付room「わたべ」じゃなくて「わたなべ」です』渡部紘士写真集、スタジオワープ、2008年9月。ISBN 978-4-903451-76-3。
- 『ノジノジカン712』野島健児写真集、スタジオワープ、2008年12月。ISBN 978-4-903451-78-7。
- 『Voyage 浅香航大16歳』浅香航大写真集、スタジオワープ、2009年4月。ISBN 978-4-903451-81-7。
- 『After the rain』松田賢二写真集、スタジオワープ、2009年5月。ISBN 978-4-903451-83-1。
- 『Memorial…』紅葉美緒写真集、スタジオワープ、2009年10月。ISBN 978-4-903451-98-5。
- 『Pure smile 18歳の僕』山沖勇輝写真集、スタジオワープ、2009年10月。ISBN 978-4-903451-99-2。
- 『Clear mind』増田俊樹写真集、スタジオワープ、2009年10月。ISBN 978-4-903451-97-8。
- 『The Beginning of a Journey』セルゲイ・ポルーニン写真集、パルコエンタテインメント事業部、2017年7月。ISBN 978-4-86506-231-1。

### 撮影
- Toshi Yajima共撮『ストリート・スライダーズ』シンコー・ミュージック、1985年8月。ISBN 4-401-62111-5。
- 藤沢映子『Kengo』太田出版、1987年6月。ISBN 4-900416-24-X。
- Kagrra『Sacra Kagrra』スタジオワープ、2006年7月。ISBN 4-86010-191-X。
- 『ストロベリーショートケイクス』ブック・プロジェクト 編『それでも恋して生きてゆく 「ストロベリーショートケイクス」メッセージ&フォトブック』イースト・プレス、2006年10月。ISBN 4-87257-737-X。
- 河合龍之介『河合龍之介』スタジオワープ、2006年10月。ISBN 4-86010-201-0。
- 小谷嘉一『小谷嘉一first』スタジオワープ、2006年12月。ISBN 4-86010-206-1。
- Kenn『Diary』スタジオワープ、2007年1月。ISBN 978-4-86010-215-9。
- 藤田玲『Une journee』スタジオワープ、2007年1月。ISBN 978-4-86010-210-4。
- 徳山秀典『徳山秀典 Multiple character 82～06』スタジオワープ、2007年1月。ISBN 978-4-86010-211-1。
- 川原一馬『Bless you』スタジオワープ、2007年11月。ISBN 978-4-86010-244-9。
- 大河元気『Other cut of 168 改訂版』スタジオワープ、2007年11月。ISBN 978-4-903451-38-1。
- 『Ambitious ハービー・山口の写真を味わう写真誌』創刊準備号 - 6、スタジオワープ、2007年 - 2009年。
- Amabile『80's romance music disc guide』カラーフィールド、2009年7月。ISBN 978-4-902199-58-1。
- 中藤毅彦、大西みつぐ共撮『ON THE CORNER 街と人々のスナップ』スペースシャワーネットワーク、2018年9月。ISBN 978-4-909087-22-5。
- 野村誠一、舞山秀一他共撮『写真家10人の旅』ホビージャパン、2022年9月。ISBN 978-4-7986-2934-6。

## 映画出演
- 微熱少年（1987年） - 警官役
- 東京シャッターガール（2013年） - 細村顧問役

## メディア出演
テレビ
- おしえて!家電の神様（BS11）

ラジオ
- シルキーワールドミュージック（文化放送）
- ハービー山口のHerbiesBar（2017年4月2日 - 9月24日、FM-FUJI ）
- Otona no Radio Alexandria（InterFM / JFN系列24局）

番組内コーナー「大人のサード・プレイス」に毎週金曜日のみ出演（出演開始時期不明）